# العبابدة (مولاي عبد الله)
العبابدة هي إحدى مشيخات المملكة المغربية، تتبع جغرافيا و إداريا لإقليم الجديدة و لجماعة مولاي عبد الله. يقدر عدد سكانها بـ 10709 نسمة حسب الإحصاء الرسمي للسكان والسكنى لسنة 2004.